# Стон (Хорватия)
Стон (хорв. Ston) — община на юге Хорватии, расположенная в центральной части жупании Дубровник-Неретва. Население — 2605 чел. (на 2001 г.).

## История
Издавна в этом месте добывали соль. С 1333 года полуостров Пельешац вошел в состав Дубровницкой республики, после чего за 30 лет на полуострове была сооружена обронительная стена и на её краях были построены два города-крепости — Южный Стон и Малый Стон. Крепостные стены Стона достигали в длину 7 км и были самым длинным фортификационным сооружением в Европе.

## Состав общины
- Стон, 528
- Жульяна, 218
- Ходилье, 214
- Метохия, 168
- Мали Стон, 165
- Затон Доли, 158
- Дубрава, 145
- Спараговичи, 136
- Тамиславовац, 112
- Путникович, 105
- Броце, 100
- Больеновичи, 94
- Брийеста, 78
- Дуба Стонска, 40
- Забрде, 67
- Поникве

## Галерея

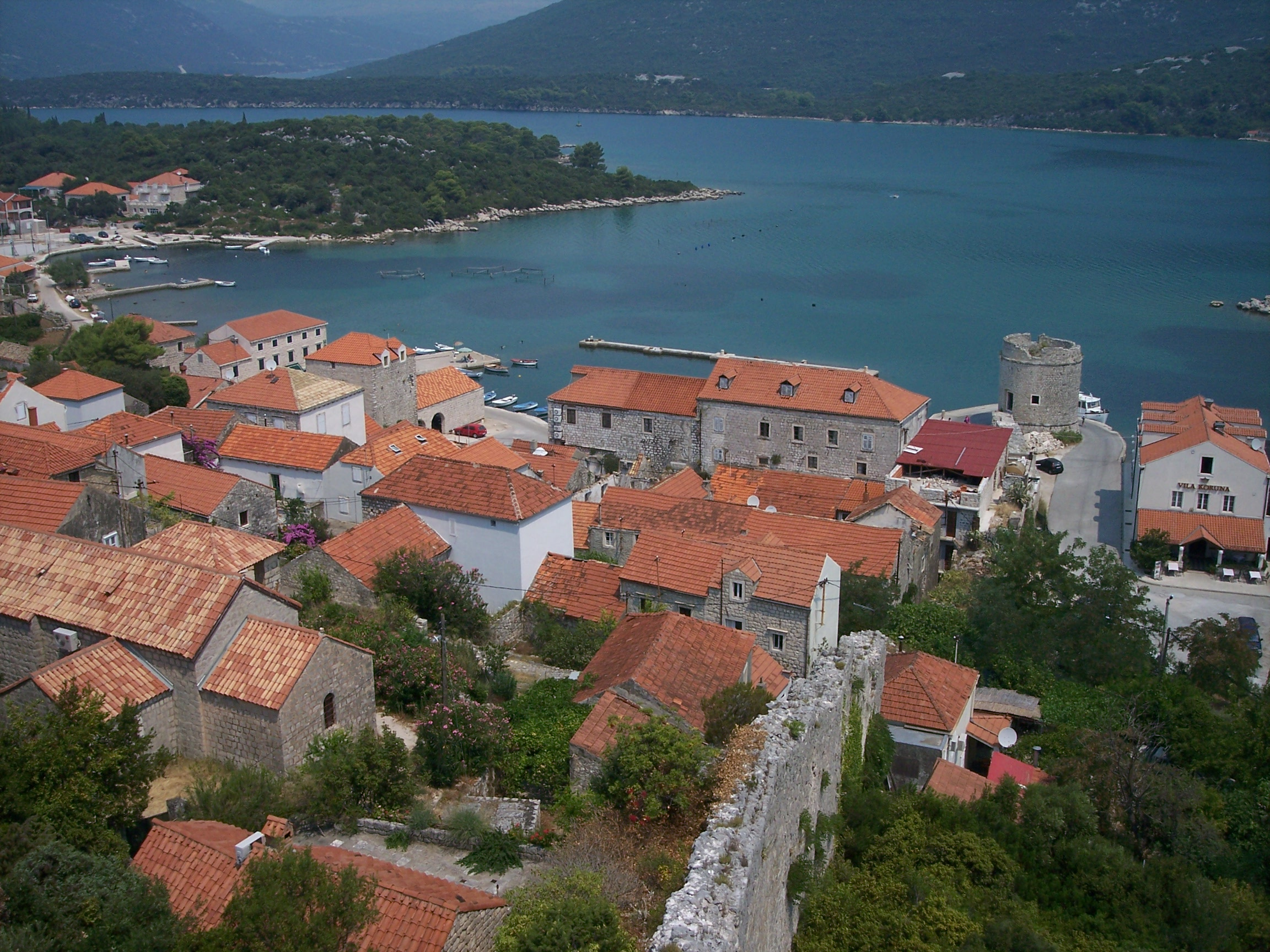
Мали Стон
Положение общины на территории жупании
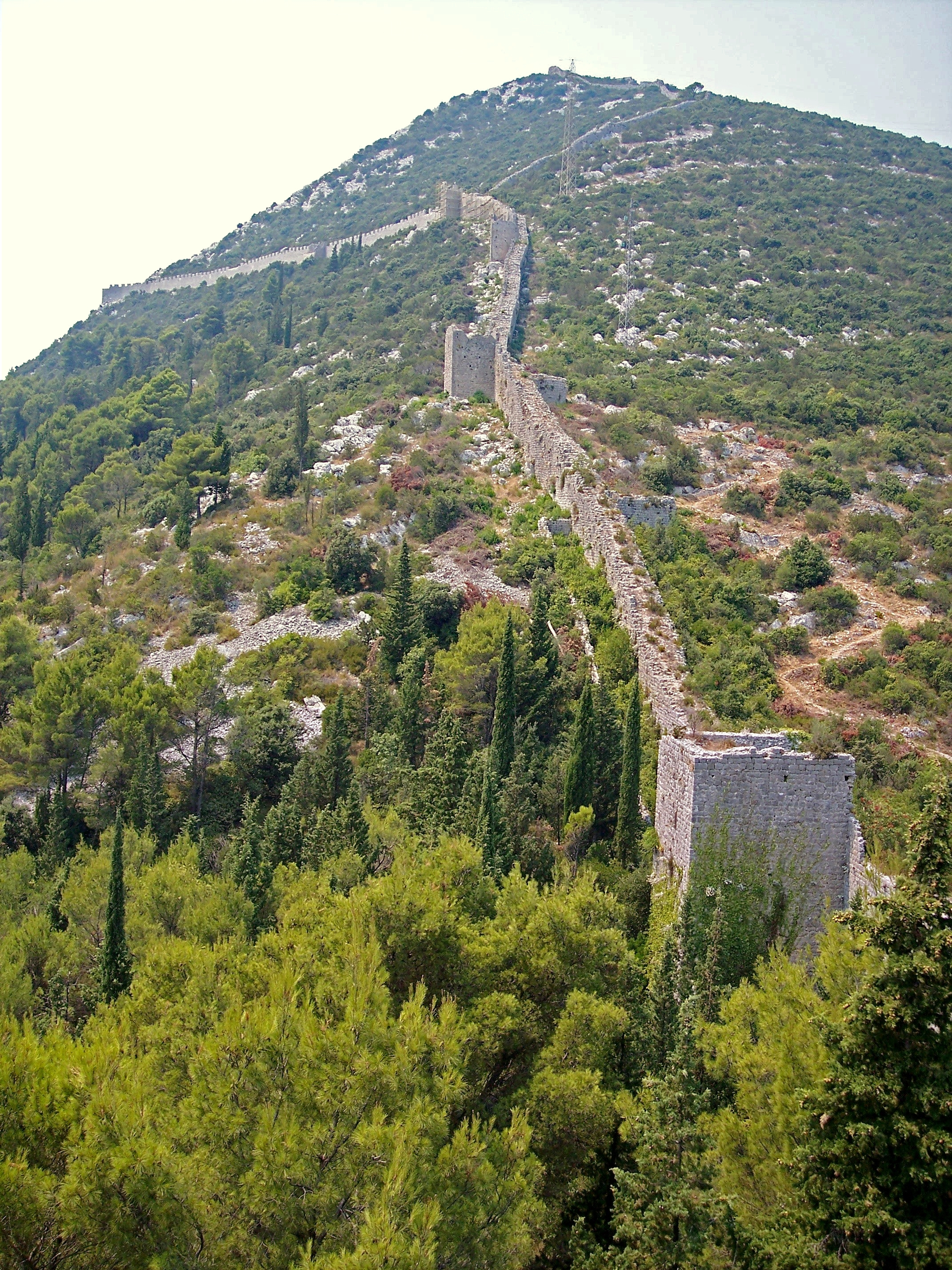
Стонcкая стена
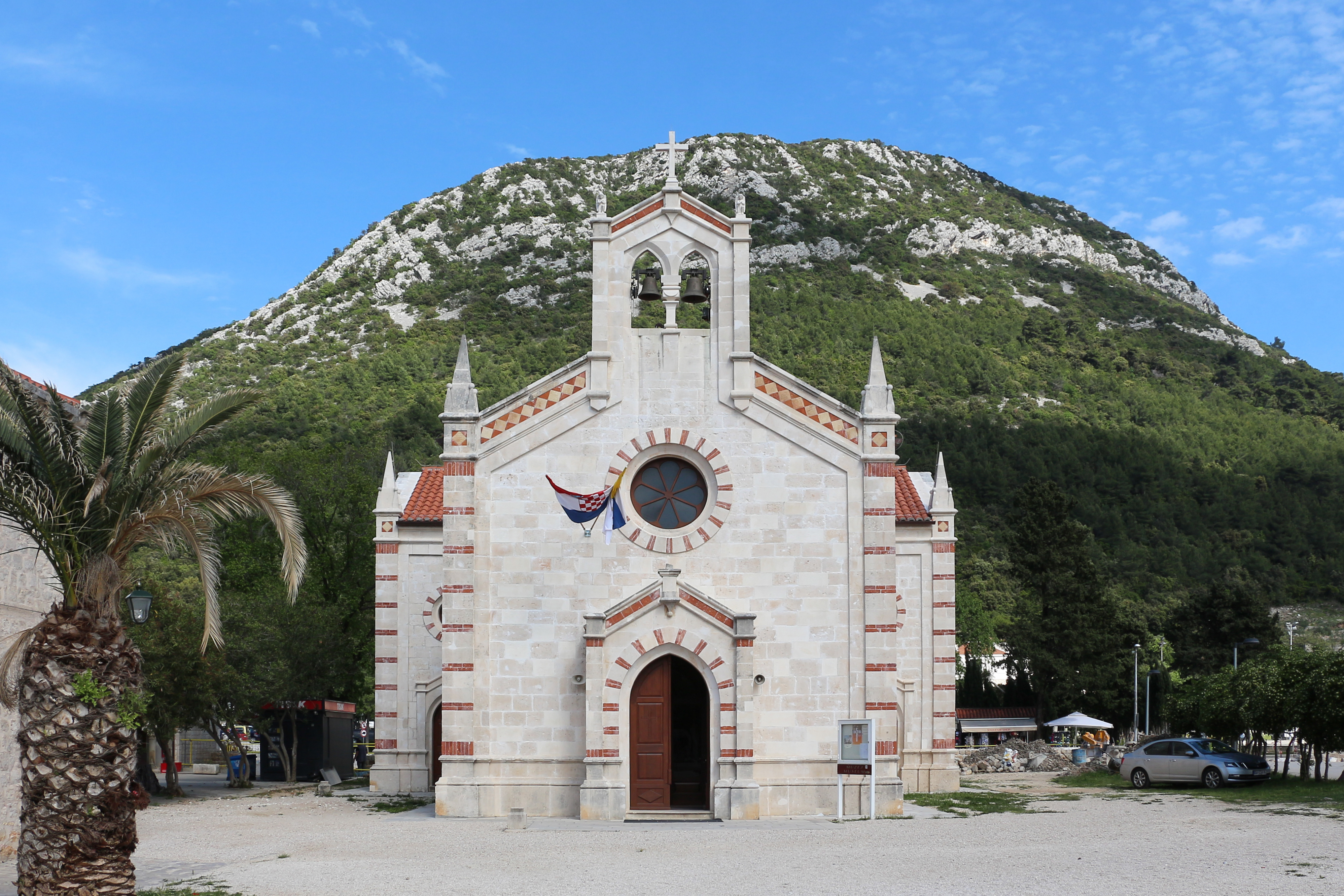
Церковь св. Власия